# Nico Claesen
Nicolaas 'Nico' Pieter Claesen (Leut, 1 oktober 1962) is een Belgisch voetbalcoach en voormalig voetballer. Hij speelde 36 keer voor de Belgische nationale ploeg.

## Clubcarrière
Nico Claesen werd geboren in Leut, Maasmechelen. Daar sloot hij zich aan bij Patro Eisden, waar de jonge aanvaller eind jaren 70 debuteerde in het eerste elftal. Nadien verhuisde hij naar tweedeklasser RFC Sérésien. In 1982 promoveerde de club naar Eerste Klasse. Voor het seizoen 1983-84 trok de club uit Luik trainer Georges Heylens aan. Onder zijn gezag werd Sérésien vijfde in het eindklassement en werd Claesen topschutter.
De nog maar 20 jaar oude goaltjesdief kon rekenen op de interesse van enkele topclubs. In 1984 verkaste hij naar VfB Stuttgart. Hij werd er een ploegmaat van onder meer Jürgen Klinsmann en Kurt Niedermayer. Claesen speelde regelmatig en pikte soms ook zijn doelpunt mee. Zo scoorde hij een hattrick tegen Arminia Bielefeld.
Claesen begon in 1985 aan zijn tweede seizoen in de Bundesliga, maar verhuisde nog in september terug naar België. Claesen werd binnengehaald bij Standard Luik, dat op sportief vlak door de Bellemans-affaire een dieptepunt beleefde. Bij Standard speelde hij in de aanval samen met Alex Czerniatynski. Maar het was vooral die laatste die voor goals zorgde. Op het einde van het seizoen verkochten de Rouches Claesen voor een som van zo'n € 700.000 aan het Engelse Tottenham Hotspur FC.
In de First Division zat Claesen regelmatig op de bank. De club werd in zijn eerste seizoen knap derde na kampioen Everton FC en vicekampioen Liverpool FC. Bovendien speelden de Spurs dat jaar ook nog de finale van de FA Cup. Coventry City won de finale na verlengingen. Een eigen doelpunt van centrale verdediger Gary Mabbutt in de 95ste minuut kostte Tottenham een mogelijke bekerwinst. Ook nadien bleef Claesen in Engeland. Hij speelde nog één seizoen voor de Spurs, maar eindigde deze keer ver in de middenmoot. In de zomer ging Claesen op zoek naar meer speelkansen en trok hij naar Antwerp FC, dat zo'n €645.000 op tafel legde voor de spits.
Bij Antwerp werd Claesen in eerste instantie overschaduwd door Marc Van Der Linden, die zich met 15 doelpunten tot topschutter van de club kroonde. Toen een jaar later Dimitri Davidović als nieuwe coach werd aangesteld, vond Claesen de weg naar het doel terug. De kleine aanvaller toonde zich weer erg efficiënt en was goed voor 16 goals. In de UEFA Cup bereikte de club de kwartfinale. Antwerp schakelde toen onder meer Claesens ex-club VfB Stuttgart uit.
Begin jaren 90 kwam Claesen wel steeds moeilijker aan scoren toe. De concurrentie was ook steeds groot bij Antwerp. Eerst was er Marc Van Der Linden, later nog Miroslav Curcic en Czerniatynski. Hij kreeg nochtans voortdurend speelkansen en leunde nog steeds goed op de defensie van de tegenstander. Zo was hij nauw betrokken bij het Mirakel van Vitosha. Antwerp boog toen in de toegevoegde tijd een 1-3-achterstand om tot 4-3 winst. Claesen scoorde toen twee belangrijke doelpunten in de slotminuten. In 1992 won hij met Antwerp de Beker van België na strafschoppen.
Na het behalen van de Beker leende Antwerp de aanvaller uit aan het Germinal Ekeren van trainer Urbain Haesaert. De club was in die dagen niet meer dan een middenmoter en zou pas later uitgroeien tot een subtopper. Door zijn jaartje afwezigheid bij Antwerp miste Claesen in 1993 de finale van de Europacup II, waarin Antwerp verloor van Parma. In 1993 trok Haesaert naar Antwerp en Claesen keerde ook terug. In de voorbereiding op het seizoen kwam de ondertussen 30-jarige Claesen weer makkelijk aan scoren toe. Maar tijdens de competitie verliep het minder vlot. Hoewel Haesaert vaak op hem rekende, kon Claesen zich niet meer ontpoppen als de spits van weleer.
In oktober 1994 verhuisde Claesen naar KV Oostende, dat uiteindelijk het seizoen afsloot als voorlaatste. Oostende degradeerde en Claesen zakte mee naar Tweede Klasse, ondanks het feit dat hij een van de uitblinkers was. Een jaar later werden Claesen en Haesaert terug verenigd. Haesaert was bij Antwerp aan de kant geschoven en moest nu Oostende terug naar Eerste Klasse leiden. Claesen kreeg er spitsbroeder Zlatko Arambašić bij en werd een van de smaakmakers in Tweede Klasse. Oostende plaatste zich voor de eindronde maar greep daarin naast promotie. Verscheidene spelers zochten andere oorden op, waaronder Claesen zelf. Hij belandde bij derdeklasser Sint-Niklaas SK. De club werkte zich echter al na één seizoen terug op naar Tweede Klasse.
In 1998 hield de 36-jarige Claesen nog een korte stop bij vierdeklasser Beringen FC. In 2000 zette de voormalige topschutter een punt achter zijn carrière.

## Interlandcarrière
Op 12 oktober 1983 debuteerde Nico Claesen bij de Rode Duivels. Hij werd regelmatig opgeroepen door bondscoach Guy Thys. Maar de concurrentie voor de aanvalsposities was groot. Thys beschikt naast Claesen nog over Erwin Vandenbergh, Alex Czerniatynski en Jan Ceulemans. In 1984 mocht Claesen mee naar het Europees Kampioenschap in Frankrijk. België raakte niet door de eerste ronde.
In 1986 volgde het Wereldkampioenschap in Mexico. Claesen mocht meegaan van Guy Thys, maar Czerniatynski, een toenmalige ploegmaat van Claesen bij Standard, bleef thuis. Nochtans had Czerniatynski zich in de competitie doeltreffender getoond dan Claesen. Op het WK scoorde Claesen vanop de stip een beslissend doelpunt tegen Irak. En dat deed hij een ronde later nog eens over: in de spannende wedstrijd tegen de Sovjet-Unie scoorde Claesen in de verlengingen de doorslaggevende 4-3.

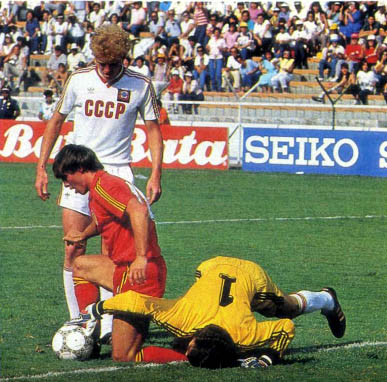
Oleg Kuznetzov, Nico Claesen en doelman Rinat Dasayev, tijdens België-USSR (WK 1986)

België stond dankzij dat doelpunt in de kwartfinale tegen Spanje. Strafschoppen moesten bepalen wie doorging. Claesen gaf het goede voorbeeld en zette de eerste penalty feilloos om. Spanje werd uiteindelijk uitgeschakeld nadat de Belgen geen enkele strafschop hadden gemist. In de halve finale werden de Rode Duivels uitgeschakeld door het Argentinië van sterspeler Diego Maradona. België streed nadien nog om de bronzen medaille, maar verloor van Frankrijk. Claesen scoorde in die wedstrijd zijn derde doelpunt van het WK.
Het EK 1988 haalde België niet. Maar Claesen werd in de kwalificatieronde wel topschutter met 7 doelpunten. Enkel Marco van Basten en Alessandro Altobelli scoorden evenveel.
In 1990 nam Thys Claesen opnieuw mee naar het WK. De Belgen plaatsten zich voor de tweede ronde, maar werden daarin uitgeschakeld door Engeland, na een doelpunt van David Platt in de verlengingen. Enkel in die wedstrijd kwam Claesen in actie. Na het WK kwam Claesen niet meer in actie voor de nationale ploeg.
In totaal verzamelde hij 36 A-caps en scoorde hij 12 keer voor de nationale ploeg.

## Trainerscarrière
Na zijn afscheid bij Beringen FC trok Nico Claesen in 2000 naar FC Turnhout, waar hij de assistent werd van Stéphane Demol. Gelijktijdig werkte hij ook als jeugdscout voor de Belgische voetbalbond. In 2001 liet Turnhout Claesen vertrekken en belandde hij bij zijn ex-club Patro Eisden Maasmechelen. Daar werkte hij eerst in de technische staf. Vanaf 2003 werd hij er hoofdcoach.
In 2004 wisselde hij met Fuat Çapa, trainer van Turnhout, van functie. Claesen maakte het seizoen af bij derdeklasser Turnhout, maar dat deed Çapa bij Patro Eisden niet. Claesen keerde terug naar Maasmechelen en bleef uiteindelijk tot 2008 trainer bij Patro Eisden. Nadien werd hij bedankt voor bewezen diensten.
Claesen kreeg dan een aanbod van AS Eupen. Zijn eerste wedstrijd bij Eupen was tegen zijn ex-club Antwerp FC. Maar de slechte resultaten stapelden zich op en kostten hem uiteindelijk zijn baan. Claesen werd aan de deur gezet en opgevolgd door Dany Ost. Zelf ging de gewezen spits aan de slag bij Verbroedering Maasmechelen. In 2010 werd hij aangeduid als de nieuwe trainer van Club Luik, maar daar werd hij enkele maanden later ontslagen.

## Trivia
In 2007 bereikte de 45-jarige Claesen de finale van de strafschoppencompetitie Pinanti is Pinanti, een onderdeel van het televisieprogramma Studio 1 op zondag, een talkshow van sportjournalist Frank Raes. Hij verloor in de finale van Raymond Mommens.

## Palmares

### Club
FC Antwerp
- Beker van België: 1991–92[1]

### Internationaal
België
- FIFA World Cup: 1986 (fourth place)[2]

1 Pfaff ·
2 Grün ·
3 Lambrichts ·
4 Clijsters ·
5 De Wolf ·
6 Vercauteren ·
7 Vandereycken ·
8 Claesen ·
9 Vandenbergh ·
10 Coeck ·
11 Ceulemans  ·
12 Munaron ·
13 Baecke ·
14 De Greef ·
15 Verheyen ·
16 Scifo ·
17 Voordeckers ·
18 Czerniatynski ·
19 Mommens ·
20 De Coninck ·
Coach: Thys
1 Pfaff ·
2 Gerets ·
3 F. Van der Elst ·
4 De Wolf ·
5 Renquin ·
6 Vercauteren ·
7 Vandereycken ·
8 Scifo ·
9 Vandenbergh ·
10 Desmet ·
11 Ceulemans  ·
12 Munaron ·
13 Grün ·
14 Clijsters ·
15 L. Van Der Elst ·
16 Claesen ·
17 Mommens ·
18 Veyt ·
19 Broos ·
20 Bodart ·
21 Demol ·
22 Vervoort ·
Coach: Thys
1 Preud'homme ·
2 Gerets ·
3 Albert ·
4 Clijsters ·
5 Versavel ·
6 Emmers ·
7 Demol ·
8 Van der Elst ·
9 Degryse ·
10 Scifo ·
11 Ceulemans  ·
12 Bodart ·
13 Grün ·
14 Claesen ·
15 De Sart ·
16 De Wolf ·
17 Plovie ·
18 Staelens ·
19 Van Der Linden ·
20 De Wilde ·
21 Wilmots ·
22 Vervoort ·
Coach: Thys